# Rhytiphora ochreobasalis
Rhytiphora ochreobasalis là một loài bọ cánh cứng trong họ Cerambycidae.